# 晋城站
晋城站位于中华人民共和国山西省晋城市城区迎宾街东头，为二等站，有太焦铁路途经本站，目前车站办理旅客运输业务及货运业务。

## 历史
- 20世纪60年代，晋城站建成投入使用。
- 晋城站后来进行了扩建，并于1989年10月扩建完成。

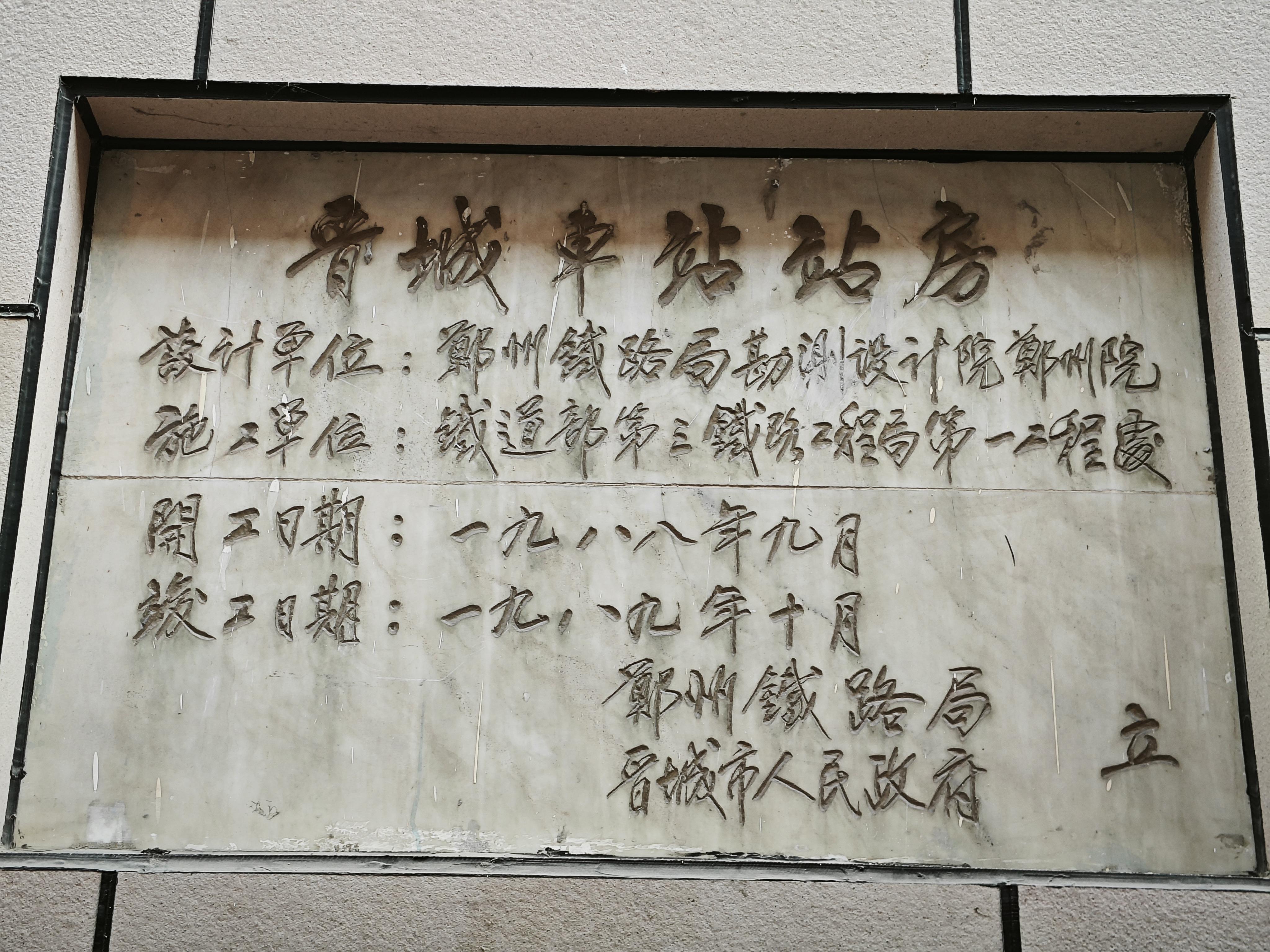
晋城站站房竣工牌

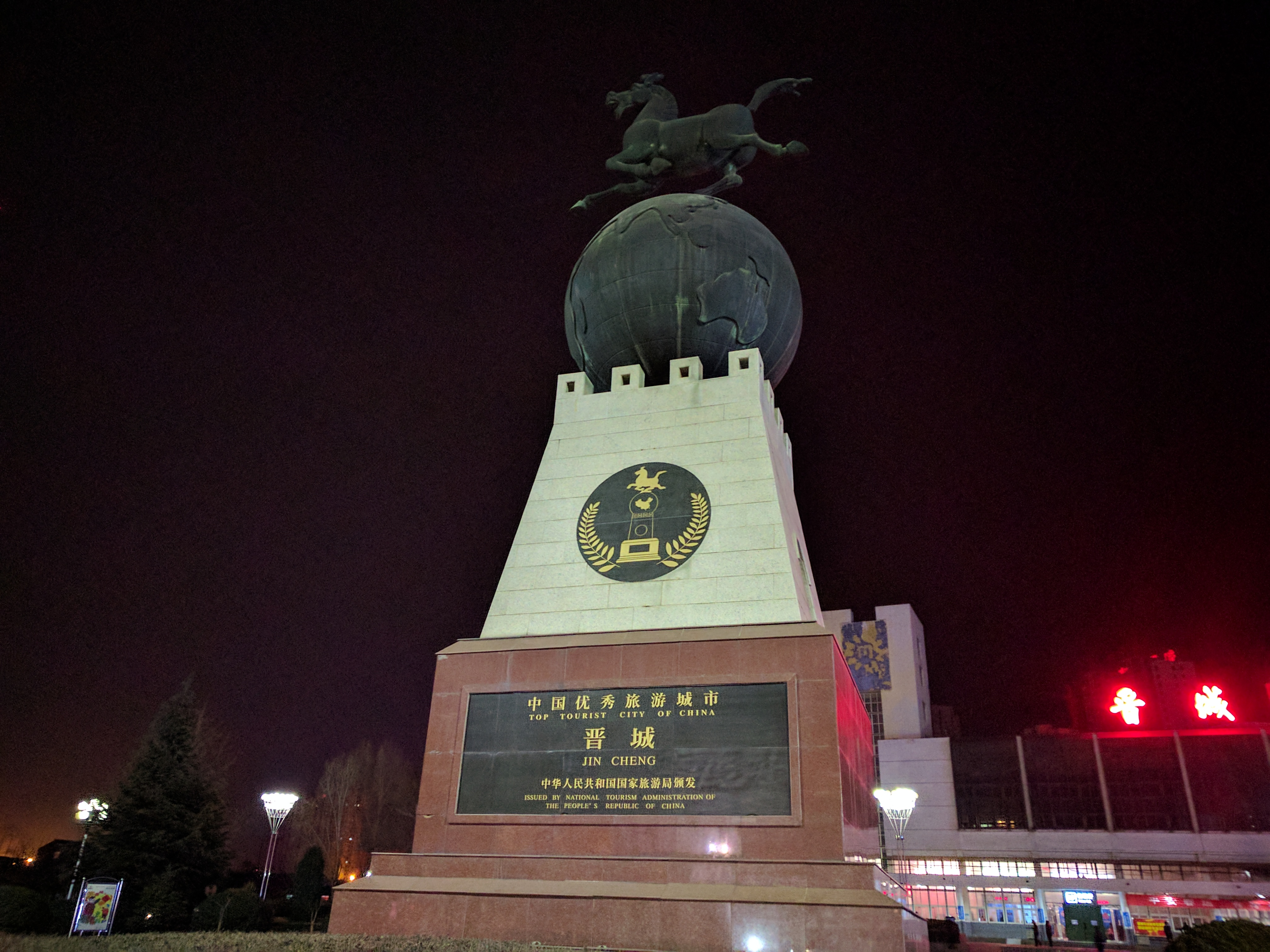
晋城站于2017年

- 2023年5月至2025年3月，晋城站进行了车站改造工程。自2023年5月6日至同年6月10日，因客运设施改造施工，车站停办客运业务，随后车站启用了临时候车室；2024年底，晋城站候车室改造完毕，原有临时候车室在拆除座椅后改造为出站口使用，2025年3月拆除。

## 设施结构
主站房建筑面积3500㎡，候车厅为上下两层，售票厅位于候车厅北侧。
站前广场竖立着晋城市的“中国优秀旅游城市”碑。

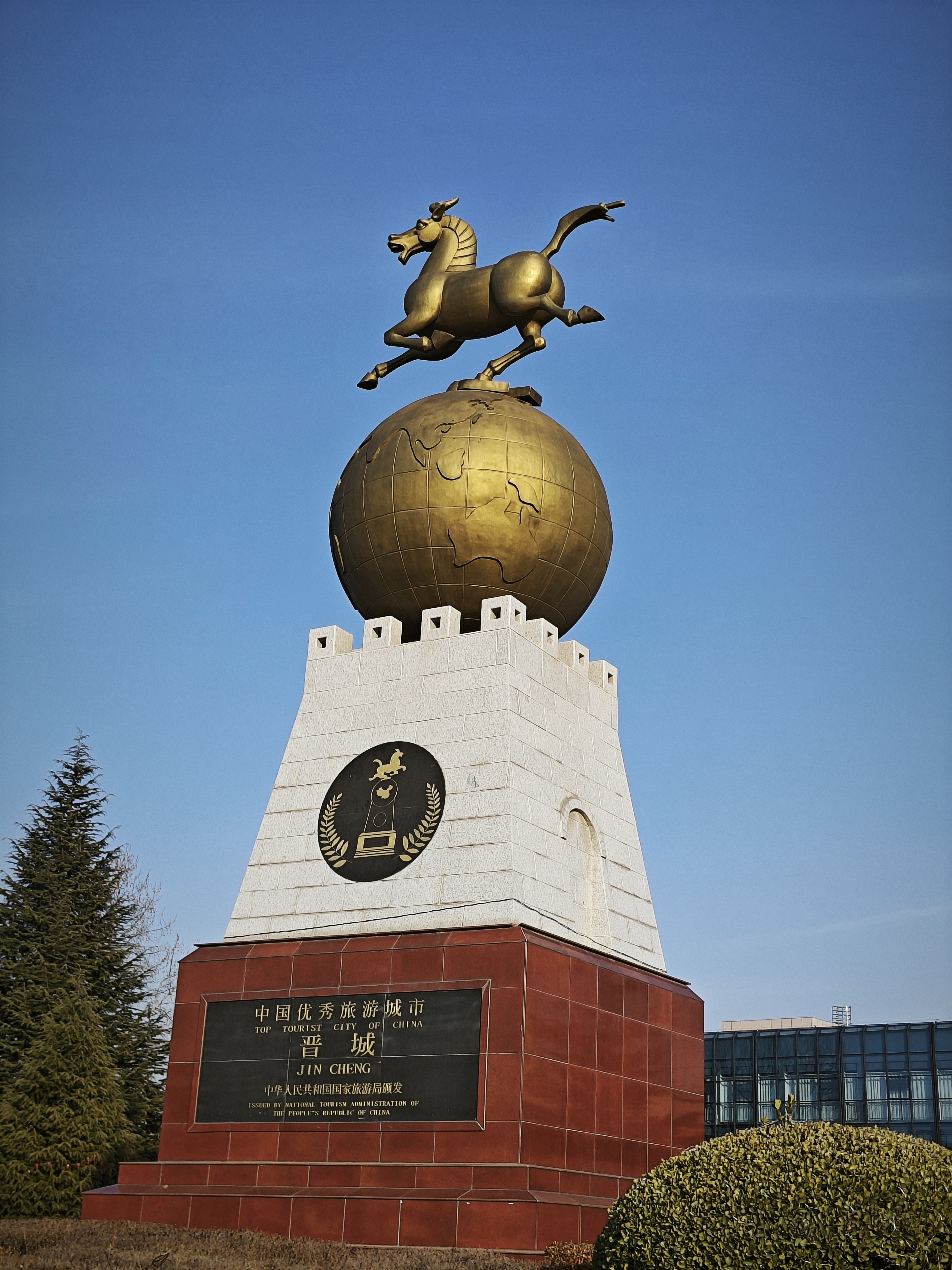
晋城站站前“中国优秀旅游城市”碑

## 旅客列车目的地
自2025年1月起，每天有2对旅客列车在本站停靠。其中1551/1554、1552/1553次列车淡季停运。
| 目的地   | 车次       | 列车所属路局 |
| -------- | ---------- | ------------ |
| 太原     | K904、1551 | 太原局集团   |
| 九江     | K903       | 太原局集团   |
| 连云港东 | 1552       | 太原局集团   |